# Тимакова, Наталья Александровна
Ната́лья Алекса́ндровна Тимако́ва (род. 12 апреля 1975, Алма-Ата, Казахская ССР, СССР) — российский государственный деятель. Директор по развитию Московской школы управления «Сколково».
Заместитель председателя банка ВЭБ.РФ с 17 сентября 2018 по 1 марта 2023 года. До этого долгое время служила пресс-секретарём председателя Правительства Российской Федерации (2012—2018), пресс-секретарём Президента Российской Федерации (2008—2012). Действительный государственный советник Российской Федерации 1 класса (2003).

## Биография
Родилась 12 апреля 1975 года в Казахской ССР, откуда была родом её мать. Детство Натальи Тимаковой прошло в городе Хотьково Московской области, где работали родители, однако после 9 класса она вернулась в Алма-Ату, доучилась там в гуманитарной школе и освоила казахский язык, курсы по философии, риторике и экономике.
В 1998 году окончила философский факультет МГУ.
- В 1995—1997 годах — корреспондент отдела политики газеты «Московский комсомолец»;
- В 1996 году освещала ход президентской кампании Б. Н. Ельцина;
- В 1997—1999 годах — корреспондент отдела политики ИД «Коммерсантъ»;
- С марта по октябрь 1999 года — политический обозреватель ИА «Интерфакс».
- С октября 1999 года — исполняющий обязанности пресс-секретаря председателя Правительства Российской Федерации В. В. Путина и одновременно — заместитель директора Департамента правительственной информации[7][8];
- 11 ноября 1999 года, после того как пост пресс-секретаря председателя Правительства Российской Федерации занял М. Ю. Кожухов, сохранила за собой должность заместителя директора Департамента правительственной информации.
- С 2000 года — сотрудник Администрации президента Российской Федерации:
- В 2000—2002 годах — заместитель начальника Управления пресс-службы президента Российской Федерации;
- В 2002—2004 годах — первый заместитель пресс-секретаря президента Российской Федерации — начальник Управления пресс-службы президента Российской Федерации[9];
- В 2004—2008 годах — начальник Управления пресс-службы и информации президента Российской Федерации[10];
- С 13 мая 2008 года по 21 мая 2012 года — пресс-секретарь президента Российской Федерации[11][12];
- С 22 мая 2012 года по 17 сентября 2018 года — пресс-секретарь председателя Правительства Российской Федерации — заместитель руководителя Аппарата Правительства Российской Федерации[13][14].
- С 17 сентября 2018 года по 1 марта 2023 года[3] — заместитель председателя банка ВЭБ.РФ и член правления, курировала связи с государством и социо-культурные проекты в рамках городского развития[15];
- С 1 марта 2023 года — директор по развитию и член Совета директоров Московской школы управления «Сколково»[16][17].

На посту замруководителя Аппарата Правительства РФ курировала вопросы:
- информационного обеспечения деятельности Правительства Российской Федерации;
- подготовки текстов публичных выступлений председателя Правительства Российской Федерации;
- организации и обеспечения взаимодействия председателя Правительства Российской Федерации и заместителей председателя Правительства Российской Федерации со средствами массовой информации;
- связей с общественностью;
- реализации государственной политики и регулирования в области средств массовой информации, массовых коммуникаций, телерадиовещания, печати, издательской и полиграфической деятельности;
- развития информационных технологий;
- использования информационных средств и технологий в части реализации мероприятий по формированию в Российской Федерации электронного правительства;
- реализации государственной политики по формированию позитивного образа страны за рубежом;
- информационного обеспечения проведения XXII Олимпийских зимних игр и XI Паралимпийских зимних игр 2014 года в г. Сочи;
- координации работы пресс-служб федеральных органов исполнительной власти и федеральных органов государственной власти;
- архивирования информационных материалов, касающихся мероприятий с участием председателя Правительства Российской Федерации и заместителей председателя Правительства Российской Федерации;
- формирования системы «Открытое правительство».

## Деятельность
Во время предвыборной кампании 1999 года была в числе тех, кто формировал кремлёвскую информационную политику и готовил В. В. Путина к президентской кампании, и в то время как пресс-служба выполняла организационные функции, Тимакова была ответственной за идеологию.
Согласно источникам газеты «Коммерсантъ», последние два года перед президентством Д. А. Медведева, с 2006 года, Наталья Тимакова занималась кураторством проекта «преемник» в Администрации президента.
Анализируя свою работу на посту пресс-секретаря Д. A. Медведева, Тимакова в интервью изданию «Сноб» признала своей главной ошибкой размещение в блоге президента обращения с призывом играть в бадминтон, что повлекло жёсткую и насмешливую реакцию общественности. Этот промах Тимакова объяснила собственным непониманием того, что настроение у части общества после 24 сентября 2011 года, когда состоялся съезд «Единой России» и Медведев объявил о намерении покинуть пост главы государства, изменилось. «С этого поста сами не уходят», — так прокомментировала Тимакова свою добровольную отставку, отказываясь обсуждать уход до последнего дня службы.
В 2014 году оценила свою деятельность на посту пресс-секретаря президента следующим образом:
Я была вполне либеральным пресс-секретарём. Кстати, быть либеральным пресс-секретарём — это значит понимать, что журналисты и СМИ имеют право на любую позицию, в том числе и ту, которая не нравится тебе или твоему начальству.Наталья Тимакова, 03.09.2014, Forbes
При этом, с её слов, она никогда не считала себя самостоятельным персонажем в российской политике, потому что «пресс-секретарь — это функция при руководителе».
На этой должности также была известна своими провокационными комментариями в социальных сетях, которые вызывали широкое общественное обсуждение.
Отказалась комментировать фильм А. А. Навального «Он вам не Димон» (фраза принадлежит Тимаковой), сославшись на то, что «материал носит ярко выраженный предвыборный характер».
Когда Тимакова в 2017 году была назначена в попечительский совет Фонда кино, режиссёр и общественный деятель Никита Михалков, недовольный этим решением, обвинил её в «латентной русофобии».
Известно, что пресс-секретарь Медведева Наталья Тимакова дружила с Михаилом Абызовым и помогла ему стать министром. В 2019 году (вместе с А. Б. Чубайсом, А. В. Дворковичем, А. С. Волошиным, Н. Федермессер, Ч. Хаматовой и др.) прислала поручительство в суд, где решался вопрос об аресте Абызова.
Также Тимаковой приписывается фраза «Если бы мы знали, что за нас выйдет столько народу, мы бы иначе вели себя в сентябре». Под сентябрём имеется в виду публичное оглашение Медведевым своего решения о неучастии в новых выборах президента. Считается, что во время проведения митингов на Болотной «медведевский» лагерь почувствовал их участников своими единомышленниками.

В 2021 году Тимакова дала интервью, в котором высказалась на тему беспрепятственности насилию со стороны властей в России:
У меня есть очень грустное предположение: государство оставляет безнаказанным насилие в семье, потому что видит в этом основу для применения насилия в «большой семье» — в стране.Наталья Тимакова, 17.08.2021, Mediautopia.ru
24 февраля 2022 года, в день начала вторжения России на Украину, в своём профиле в социальной сети Facebook Тимакова опубликовала траурный чёрный квадрат.

## Семья
Замужем. Муж — Александр Будберг с 1991 года был журналистом газеты «Московский комсомолец», с 1996 года был участником «кремлёвского пула» журналистов. С 2010-х годов занимался PR, был советником президента банка ВТБ.

## Имущество
Совокупный доход семьи за 2012 год составлял 30,9 млн рублей, за 2013-й — 62,2 млн рублей, за 2014-й — 39,7 млн рублей. Сама Тимакова за 2014 год заработала 7,5 млн руб. Семья владеет недвижимостью в Латвии (дом площадью 96 м² и участок площадью 2700 м² в дюнной зоне на берегу Рижского залива в Юрмале) и четырьмя квартирами в России.
По данным латвийских СМИ, зарубежная недвижимость была приобретена у внучек первого президента Латвии Яниса Чаксте в марте 2013 года. Стоимость сделки составила 1,3 млн евро, что оказалось ниже трехлетнего дохода семьи и позволило не указывать источник дохода. Александр Будберг до этого успел получить временный вид на жительство.

## Награды
- Орден «За заслуги перед Отечеством» III степени[39];
- Орден «За заслуги перед Отечеством» IV степени (2012)[40];
- Орден Александра Невского (28 ноября 2018 года) — за достигнутые трудовые успехи, активную общественную деятельность и многолетнюю добросовестную работу[41];
- Благодарность Президента Российской Федерации (18 января 2010 года) — за активное участие в подготовке послания президента Российской Федерации Федеральному собранию Российской Федерации[42];
- Благодарность Президента Российской Федерации (2 сентября 2008 года) — за активное участие в подготовке и проведении Петербургского международного экономического форума и встреч глав государств — участников Содружества Независимых Государств[43];
- Благодарность Президента Российской Федерации (3 августа 2004 года) — за активное участие в подготовке и проведении в Москве торжественного мероприятия, посвященного Дню России[44];
- Медаль Столыпина П. А. I степени (11 апреля 2015 года) — за большой вклад в обеспечение деятельности Правительства Российской Федерации[45];
- Орден Дружбы (Южная Осетия, 29 января 2009 года) — за содействие в объективном освещении событий вокруг Южной Осетии в августе 2008 года[46];
- В рейтинге «100 самых влиятельных женщин России» журнала Огонёк, опубликованном в марте 2014 года, заняла 7-е место[47].